# Torneig de les Sis Nacions 2006
El Torneig de les Sis Nacions de 2006 fou la 7a edició del Torneig de les sis nacions des de la incorporació d'Itàlia l'any 2000. Incloent els anteriors formats del torneig, aquesta seria l'edició 112a del torneig de les seleccions més prestigiós de l'hemisferi nord. Aquesta fou l'última edició del torneig, abans de la remodelació de Lansdowne Road per a convertir-se en l'actual l'Aviva Stadium. Irlanda va jugar els seus partits com a local de les edicions de 2007, 2008, 2008 i 2010 a Croke Park, també a Dublín. En aquesta edició, França va guanyar la competició per diferència de punts amb Irlanda. Irlanda va guanyar com a consolació del Trofeu de la Triple Corona, el qual s'atorgava físicament per primera vegada, en guanyar els seus partits contra els altres nacions no continentals: Gal·les, Escòcia i Anglaterra. Itàlia una vegada més, va recollir la Cullera de fusta, però va mostrar una millora considerable del seu rendiment, guanyant per primera vegada un punt fora de casa en empatar a Cardiff. Per primera vegada des de 2000, Escòcia va guanyar la Copa Calcuta.

## Participants
| Nation     | Venue              | City        | Head coach                 |
| ---------- | ------------------ | ----------- | -------------------------- |
| Anglaterra | Twickenham         | Londres     | Andy Robinson              |
| França     | Stade de França    | Saint-Denis | Bernard Laporte            |
| Irlanda    | Lansdowne Road     | Dublín      | Eddie O'Sullivan           |
| Itàlia     | Stadio Flaminio    | Roma        | Pierre Berbizier           |
| Escòcia    | Murrayfield        | Edimburg    | Frank Hadden               |
| Gal·les    | Millennium Stadium | Cardiff     | Mike Ruddock Scott Johnson |

## Classificació
| Posició | Nació      | Jugats | Jugats   | Jugats   | Jugats  | Punts | Punts  | Punts      | Punts   | Taula de punts |
| Posició | Nació      | Jugats | Guanyats | Empatats | Perduts | Favor | Contra | Diferencia | Assaigs | Taula de punts |
| ------- | ---------- | ------ | -------- | -------- | ------- | ----- | ------ | ---------- | ------- | -------------- |
| 1       | França     | 5      | 4        | 0        | 1       | 148   | 85     | +63        | 18      | 8              |
| 2       | Irlanda    | 5      | 4        | 0        | 1       | 131   | 97     | +34        | 12      | 8              |
| 3       | Escòcia    | 5      | 3        | 0        | 2       | 78    | 81     | −3         | 5       | 6              |
| 4       | Anglaterra | 5      | 2        | 0        | 3       | 120   | 106    | +14        | 12      | 4              |
| 5       | Gal·les    | 5      | 1        | 1        | 3       | 80    | 135    | −55        | 9       | 3              |
| 6       | Itàlia     | 5      | 0        | 1        | 4       | 72    | 125    | −53        | 5       | 1              |

### Jornada 1
| Irlanda                                                                                       | 26 – 16  | Itàlia                                                                                | 4 febrer 2006 13:30 GMT - Lansdowne Road, Dublín Assistència: 49,500 espectadors Àrbitre: Dave Pearson (Anglaterra) |
| Assaigs: Flannery 26' c Bowe 48' c Con: O'Gara (2/2) Pen: O'Gara (4/5) 40+2', 60', 70', 80+4' | [Report] | Assaig: Mi. Bergamasco 30' c Con: Pez (1/1) Pen: Pez (2/3) 13', 64' Griffen (1/1) 45' | 4 febrer 2006 13:30 GMT - Lansdowne Road, Dublín Assistència: 49,500 espectadors Àrbitre: Dave Pearson (Anglaterra) |

| Anglaterra | 47 – 13  | Gal·les                                                                    | 4 febrer 2006 15:30 GMT - Twickenham, Londres Assistència: 81,000 espectadors Àrbitre: Paul Honiss (Nova Zelanda) |
| Assaigs: Cueto 15' c Moody 31' m Tindall 65' m Dallaglio 75' c Dawson 78' c Voyce 80+7' c Con: Hodgson (2/3) Goode (2/3) Pen: Hodgson (3/4) 28', 45', 55' | [Report] | Assaig: M. Williams 35' c Con: S. Jones (1/1) Pen: S. Jones (2/2) 21', 53' | 4 febrer 2006 15:30 GMT - Twickenham, Londres Assistència: 81,000 espectadors Àrbitre: Paul Honiss (Nova Zelanda) |

| Escòcia                                                                           | 20 – 16  | França                                                                | 5 febrer 2006 15:00 GMT - Murrayfield, Edimburg Assistència: 66,028 espectadors Àrbitre: Jonathan Kaplan (Sud-àfrica) |
| Assaigs: Lamont (2) 11' c, 46' c Con: Paterson (2/2) Pen: Paterson (2/3) 22', 33' | [Report] | Assaigs: Bonnaire 50' m Bruno 80+2' m Pen: Élissalde (2/2) 40+2', 62' | 5 febrer 2006 15:00 GMT - Murrayfield, Edimburg Assistència: 66,028 espectadors Àrbitre: Jonathan Kaplan (Sud-àfrica) |

### Jornada 2
| França | 43 – 31  | Irlanda | 11 febrer 2006 13:30 GMT - Stade de France, Saint-Denis Assistència: 80,000 espectadors Àrbitre: Paul Honiss (Nova Zelanda) |
| Assaigs: Rougerie 3' m Magne 8' c Marty (2) 18' c, 58' c Heymans (2) 37' c, 45' c Con: Élissalde (5/6) Pen: Élissalde (1/1) 32' | [Report] | Assaigs: O'Gara 59' c D'Arcy 63' c O'Callaghan 71' c Trimble 74' c Con: O'Gara (4/4) Pen: O'Gara (1/2) 30' | 11 febrer 2006 13:30 GMT - Stade de France, Saint-Denis Assistència: 80,000 espectadors Àrbitre: Paul Honiss (Nova Zelanda) |

| Itàlia                                                                                      | 16 – 31  | Anglaterra | 11 febrer 2006 16:00 GMT - Stadio Flaminio, Roma Assistència: 24,973 espectadors Àrbitre: Kelvin Deaker (Nova Zelanda) |
| Assaig: Mi. Bergamasco 80+4' c Con: Pez (1/1) Pen: Pez (1/2) 37' Drop: Pez (2/2) 40+1', 42' | [Report] | Assaigs: Tindall 30' c Hodgson 57' c Cueto 70' c Simpson-Daniel 80+9' c Con: Hodgson (4/4) Pen: Hodgson (1/2) 51' | 11 febrer 2006 16:00 GMT - Stadio Flaminio, Roma Assistència: 24,973 espectadors Àrbitre: Kelvin Deaker (Nova Zelanda) |

| Gal·les                                                                                    | 28 – 18  | Escòcia                                                                                      | 12 febrer 2006 15:00 GMT - Millennium Stadium, Cardiff Assistència: 73,340 espectadors Àrbitre: Steve Walsh (Nova Zelanda) |
| Assaigs: assaig de càstig 7' c G. Thomas (2) 35' c, 64' c Sidoli 54' c Con: S. Jones (4/4) | [Report] | Assaigs: Southwell 80+4' m Paterson 80+7' c Con: Paterson (1/2) Pen: Paterson (2/2) 19', 39' | 12 febrer 2006 15:00 GMT - Millennium Stadium, Cardiff Assistència: 73,340 espectadors Àrbitre: Steve Walsh (Nova Zelanda) |

### Jornada 3
| França | 37 – 12  | Itàlia                                           | 25 febrer 2006 14:00 GMT - Stade de França, Saint-Denis Assistència: 73,978 espectadors Àrbitre: Tony Spreadbury (Anglaterra) |
| Assaigs: Lièvremont 31' m Nyanga 59' m de Villiers 72' c Rougerie 80+6' c Michalak 80+10' c Con: Yachvili (3/5) Pen: Élissalde (1/2) 5' Yachvili (1/2) 47' | [Report] | Pen: Pez (3/4) 10', 20', 28' Drop: Pez (1/1) 38' | 25 febrer 2006 14:00 GMT - Stade de França, Saint-Denis Assistència: 73,978 espectadors Àrbitre: Tony Spreadbury (Anglaterra) |

| Escòcia                                                            | 18 – 12  | Anglaterra                           | 25 febrer 2006 17:30 GMT - Murrayfield, Edimburg Assistència: 67,500 espectadors Àrbitre: Alan Lewis (Irlanda) |
| Pen: Paterson (5/5) 3', 43', 48', 75', 80+1' Drop: Parks (1/1) 58' | [Report] | Pen: Hodgson (4/5) 8', 41', 64', 78' | 25 febrer 2006 17:30 GMT - Murrayfield, Edimburg Assistència: 67,500 espectadors Àrbitre: Alan Lewis (Irlanda) |

| Irlanda | 31 – 5   | Gal·les               | 26 febrer 2006 15:00 GMT - Lansdowne Road, Dublín Assistència: 49,500 espectadors Àrbitre: Jonathan Kaplan (Sud-àfrica) |
| Assaigs: Wallace 29' m Horgan 44' c Stringer 80+12' c Con: O'Gara (2/3) Pen: O'Gara (4/5) 18', 40+1', 48', 59' | [Report] | Assaig: M. Jones 9' m | 26 febrer 2006 15:00 GMT - Lansdowne Road, Dublín Assistència: 49,500 espectadors Àrbitre: Jonathan Kaplan (Sud-àfrica) |

### Jornada 4
| Gal·les                                                                                | 18 – 18  | Itàlia                                                                        | 11 març 2006 13:30 GMT - Millennium Stadium, Cardiff Assistència: 74,000 espectadors Àrbitre: Joël Jutge (França) |
| Assaigs: M. Jones 12' m S. Jones 29' c Con: S. Jones (1/2) Pen: S. Jones (2/2) 4', 63' | [Report] | Assaigs: Galon 17' m Canavosio 40+6' c Con: Pez (1/2) Pen: Pez (2/5) 40', 47' | 11 març 2006 13:30 GMT - Millennium Stadium, Cardiff Assistència: 74,000 espectadors Àrbitre: Joël Jutge (França) |

| Irlanda                                  | 15 – 9   | Escòcia                           | 11 març 2006 15:30 GMT - Lansdowne Road, Dublín Àrbitre: Stuart Dickinson (Australia) |
| Pen: O'Gara (5/7) 3', 10', 24', 38', 58' | [Report] | Pen: Paterson (3/3) 11', 17', 28' | 11 març 2006 15:30 GMT - Lansdowne Road, Dublín Àrbitre: Stuart Dickinson (Australia) |

| França | 31 – 6   | Anglaterra                               | 12 març 2006 15:00 GMT - Stade de França, Saint-Denis Assistència: 74,000 espectadors Àrbitre: Alain Rolland (Irlanda) |
| Assaigs: Fritz 1' c Traille 70' m Dominici 80+3' c Con: Yachvili (2/3) Pen: Yachvili (4/6) 7', 11', 34', 77' | [Report] | Pen: Hodgson 40+4' (1/2) Goode (1/1) 43' | 12 març 2006 15:00 GMT - Stade de França, Saint-Denis Assistència: 74,000 espectadors Àrbitre: Alain Rolland (Irlanda) |

### Jornada 5
| Itàlia                                                        | 10 – 13  | Escòcia                                                                                 | 18 març 2006 13:30 GMT - Stadio Flaminio, Roma Assistència: 24,062 espectadors Àrbitre: Alain Rolland (Irlanda) |
| Assaig: Mi. Bergamasco 7' c Con: Pez (1/1) Pen: Pez (1/1) 58' | [Report] | Assaig: Paterson 13' c Con: Paterson (1/1) Pen: Paterson (1/1) 78' Drop: Ross (1/1) 40' | 18 març 2006 13:30 GMT - Stadio Flaminio, Roma Assistència: 24,062 espectadors Àrbitre: Alain Rolland (Irlanda) |

| Gal·les                                                                                 | 16 – 21  | França | 18 març 2006 15:30 GMT - Millennium Stadium, Cardiff Assistència: 74,500 espectadors Àrbitre: Chris White (Anglaterra) |
| Assaig: Luscombe 34' c Con: S. Jones (1/1) Pen: S. Jones (2/2) 5', 27' Henson (1/1) 60' | [Report] | Assaigs: Szarzewski 50' m Fritz 80' c Con: Élissalde (1/2) Pen: Yachvili (2/2) 12', 40+2' Élissalde (1/3) 80+6' | 18 març 2006 15:30 GMT - Millennium Stadium, Cardiff Assistència: 74,500 espectadors Àrbitre: Chris White (Anglaterra) |

| Anglaterra                                                                              | 24 – 28  | Irlanda                                                                                       | 18 març 2006 17:30 GMT - Twickenham, Londres Assistència: 81,986 espectadors Àrbitre: Nigel Whitehouse (Gal·les) |
| Assaigs: Noon 2' m Borthwick 52' c Con: Goode (1/2) Pen: Goode (4/6) 38', 44', 69', 75' | [Report] | Assaigs: Horgan (2) 8' m, 79' c Leamy 59' c Con: O'Gara (2/3) Pen: O'Gara (3/5) 17', 37', 43' | 18 març 2006 17:30 GMT - Twickenham, Londres Assistència: 81,986 espectadors Àrbitre: Nigel Whitehouse (Gal·les) |